# Brahesholm
Brahesholm er en gammel hovedgård på Fyn, som nævnes første gang i 1421 som Vedtoftegård. Er nu en avlsgård under Krengerup. Gården ligger i Vedtofte Sogn, Båg Herred, Assens Kommune, ca. fem kilometer nordvest for Glamsbjerg.
Hovedbygningen er opført i 1848.
Inge Storm, en af de såkaldte wienerbørn, kom til Brahesholm efter Anden Verdenskrig.
Brahesholm er på 262 hektar

## Ejere af Brahesholm
- (1421-1447) Otto Skinkel
- (1447-1527) Slægten Skinkel
- (1527-1533) Laurids Skinkel
- (1533-1554) Henning Walstorp
- (1554-1565) Eiler Eriksen Hardenberg
- (1565-1604) Erik Eilersen Hardenberg
- (1604) Kirsten Eriksdatter Hardenberg gift Brahe
- (1604-1616) Axel Brahe
- (1616) Kirsten Eriksdatter Hardenberg gift Brahe
- (1616-1640) Tyge Axelsen Brahe
- (1640) Christence Tygesdatter Brahe gift Lindenov
- (1640-1672) Jacob Hansen Lindenov
- (1672-1678) Claus Daa
- (1678-1679) Sophie Amalie Jacobsdatter Lindenov gift Daa
- (1679-1686) Hans Knudsen
- (1686-1691) Morten Skinkel
- (1691-1705) Anne Cathrine Pedersdatter Charisius gift Skinkel
- (1705-1709) Marie Dorothea Charisius gift Stockfleth
- (1709-1725) Wilhelm Christian Stockfleth
- (1725-1750) Christian Stockfleth
- (1750) Christiane Christiansdatter Stockfleth gift Holck
- (1750-1770) Frederik Vilhelm Conrad Holck
- (1770-1775) Frants Trolle
- (1775-1822) Frederik Sigfred Rantzau
- (1822-1851) Carl Frederik Rantzau
- (1851-1891) Carl Frederik Rantzau
- (1891-1909) Carl Frederik Rantzau
- (1909-1946) Jens Christian Rantzau
- (1946-1953) Fanny Sophie Karen Margrethe Brockenhuus-Schack gift Rantzau
- (1953-1989) Lily Ingeborg Agnes Jensdatter Rantzau gift von Knuth
- (1989-2009) Carl Ivar Rantzau
- (2009-) Carl Johan Ulrik Rantzau